# Louis Jean Bertier de Sauvigny
Louis Jean Bertier de Sauvigny, dit le vicomte de Tharot, né le 27 mars 1709 à Paris et mort le 23 août 1788 à Paris, est un magistrat et administrateur français. Il est à l'origine du changement d'orthographe de "Berthier" en "Bertier".

## Biographie
Il est le fils de Louis Bénigne Bertier de Sauvigny (1676-1745), président au parlement de Paris et gentilhomme de la vénerie du duc d'Orléans, et de Jeanne Orry (1685-1739), sœur de Philibert Orry, contrôleur général des finances de Louis XV de 1730 à 1745. Il épouse en 1736 Louise Bernarde Durey d'Arnoncourt, fille du fermier général et homme de lettres Pierre Durey d'Harnoncourt et de Françoise de La Marque. Mme Bertier de Sauvigny est la cousine germaine de Marguerite Durey de Vieuxcourt (1700-1729) qui a épousé René Hérault (1691-1740), lieutenant général de police et éphémère intendant de la généralité de Paris.

## Carrière
Il est intendant de la généralité de Moulins, puis de Grenoble avant d'être nommé intendant de la généralité de Paris en 1744. Il exerce cette charge jusqu'en 1776.
Entre 1771 et 1774, pendant la période de la réforme Maupeou, il assume aussi les fonctions de premier président du parlement de Paris. Son fils Louis Bénigne François Bertier de Sauvigny (1737-1789) lui succède à la tête de la généralité de Paris.

### Sources
- Archives de France - Archives privées : Fonds Bertier de Sauvigny